# Бялек (Лодзинське воєводство)
Бялек (пол. Białek) — село в Польщі, у гміні Ґошковиці Пйотрковського повіту Лодзинського воєводства.
У 1975-1998 роках село належало до Пйотрковського воєводства.